# Bober (drone)
Pour les articles homonymes, voir Bober.
Le Bober (en ukrainien : Бобер, en français « castor ») est un type de munition rôdeuse ukrainienne à longue portée (drone suicide).

## Historique
En décembre 2022, le compte Telegram Lachen Pyshe annonce une campagne de collecte de fonds publics appelée Hovor Khell, pour un véhicule aérien sans pilote de conception nationale pour la Direction générale du renseignement du ministère de la Défense ukrainien (HUR MOU). 
Le 11 mai 2023, le compte publie des photos et déclare que le drone a déjà été utilisé pour causer des pertes aux forces russes pendant la guerre russo-ukrainienne. Le 30 mai, il est utilisé pour mener une série de frappes dans la banlieue de Moscou,.
Le drone aurait une portée de 600 à 1 000 km et son ogive est une charge en forme de charge tandem thermobarique surnommée KZ-6 (de la société russe Zala ? à confirmer).
Ce drone a été utilisé lors d’un certain nombre d’attaques contre Moscou. En juillet et août 2023, un certain nombre de drones ont frappé deux jours de suite les immeubles de grande hauteur du quartier IQ à Moscou. D’autres attaques ont eu lieu en juillet et en mai, y compris peut-être l’attaque de drones sur le Kremlin. D’autres drones ont également été identifiés comme étant impliqués. Cependant, des images sont apparues sur les réseaux sociaux à la fin du mois de juillet, correspondant à des séquences tirées d’autres vidéos en ligne. Le drone Bober semble avoir une hélice propulsive montée à l’arrière et dispose potentiellement d’un ensemble de capteurs dans le nez. Le drone a été mis en service à la demande de l’agence de renseignement militaire ukrainienne HUR, qui a demandé à Ihor Lachenkov, en décembre 2022, un « drone qui peut voler très loin ». La collecte de fonds a permis de consacrer quelque 20 millions de hryvnias (un demi-million de dollars) à son développement. Des images ont été rendues publiques en juillet et correspondent à des images prises par des Russes au-dessus d’Ilyinski, dans l’oblast de Moscou, le 30 mai 2023.
Ces drones peuvent être vulnérables à la guerre électronique russe, qui est souvent citée comme ayant « supprimé » la menace de tels drones. Cependant, même si c’est vrai, le drone s’écrasera toujours sur quelque chose avec sa charge explosive. L’accent mis sur l’utilisation de drones comme le Bober fait suite à un commentaire du président ukrainien Volodymyr Zelensky, qui a déclaré le 30 juillet 2023 que « progressivement, la guerre revient sur le territoire de la Russie – dans ses centres symboliques et ses bases militaires, et c’est un processus inévitable, naturel et absolument juste ». Les blogueurs russes ont également critiqué le manque de protection de la Russie contre de telles attaques,,,.